# Karataulius aeternus
Karataulius aeternus is een fossiele soort schietmot uit de familie Necrotauliidae.